# Иглино (станция)
Иглино́ — железнодорожная станция Куйбышевской железной дороги. Находится в селе Иглино и является его главным предприятием.
Пристанционный поселок до революции являлся отдельным населенным пунктом, население 11 семей и 80 человек в 1912 г., 61 семья и 322 человека в 1917-м. Рост населения объяснялся наплывом беженцев и интернированных в ПВМ. Всего до революции вокруг станции находилось семь населенных пунктов, постепенно слившихся с Иглино, которое уже тогда было очень крупным селом. Со станции Иглино по железной дороге в Уфу как минимум до 1906 года поставлялись скоропортящиеся продукты в вагонах-ледниках. В это время ветка железной дороги через Иглино была единственной железной дорогой связывавшей Уфу с восточными регионами.
Выполняет операции приема и выдачи:
- повагонных отправок грузов, допускаемых к хранению на открытых площадках станций.
- грузов повагонными и мелкими отправками, загружаемых целыми вагонами, только на подъездных путях и местах необщего пользования.
- повагонных отправок грузов, требующих хранения в крытых складах станций[4].